# Crestwood (Illinois)
Crestwood falu az USA Illinois államában, Cook megyében. Lakosainak száma 10 826 fő (2020. április 1.).

## Népesség
A település népességének változása:

| 2010 | 10 950 |
| 2020 | 10 826 |